# Galla (botanica)

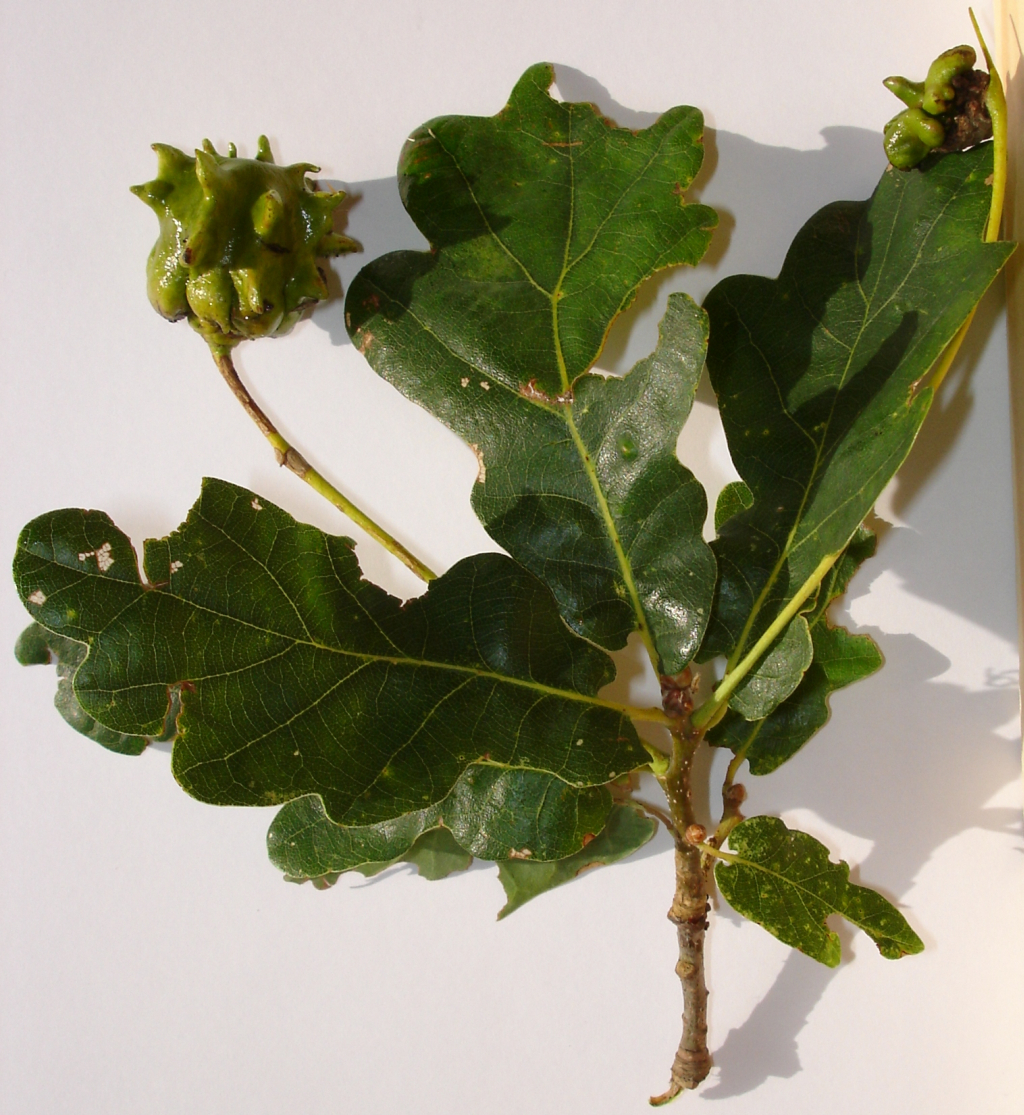
Una galla della quercia, di forma tondeggiante e munita di protuberanze.

Una galla, conosciuta anche come cecidio, è una malformazione a carattere escrescente che si forma sulle foglie, sui rami, sul tronco e sulle radici dei vegetali e dovuta alla parassitosi di funghi, batteri, insetti o acari. Potrebbe essere definito un "tumore" in quanto consiste di una proliferazione delle cellule vegetali della pianta stessa. È in genere semplice riconoscere il tipo di parassita poiché ognuno di essi produce una galla differente per mezzo di un agente diverso. 
Particolarmente diffusa sul territorio italiano è la galla della quercia, provocata dall'imenottero Andricus quercuscalicis.
La bugalla del colletto non è una vera e propria galla in quanto non indotta da agenti esterni ma costituita da una proliferazione di cellule vegetali indifferenziate indotta dalla produzione autonoma di fitoregolatori di crescita (auxine o citochinine) da parte delle stesse cellule. La scienza che si occupa dello studio delle galle e degli insetti che le inducono viene detta cecidologia. Le galle vengono adoperate per produrre inchiostri definiti ferro-gallici. I tannini, di cui le galle sono ricchissime, vengon fatti reagire con del solfato ferroso. Il complesso di ferro(II) prodotto si adopera come inchiostro.

## Galleria d'immagini

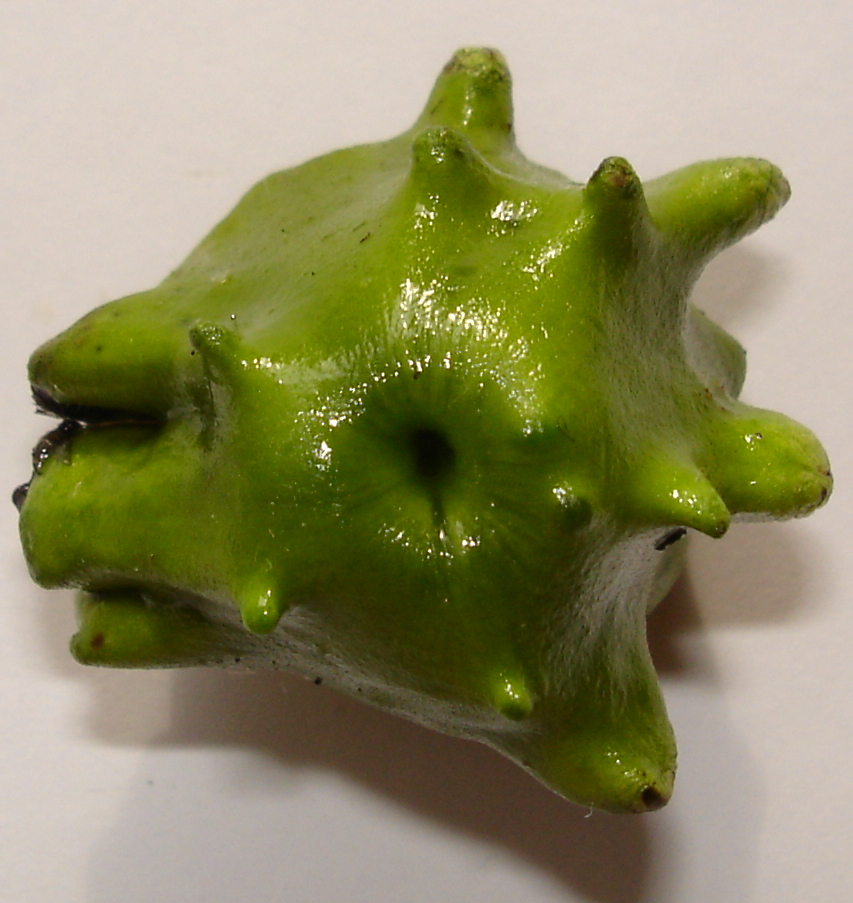
Galla indotta da Andricus quercuscalicis
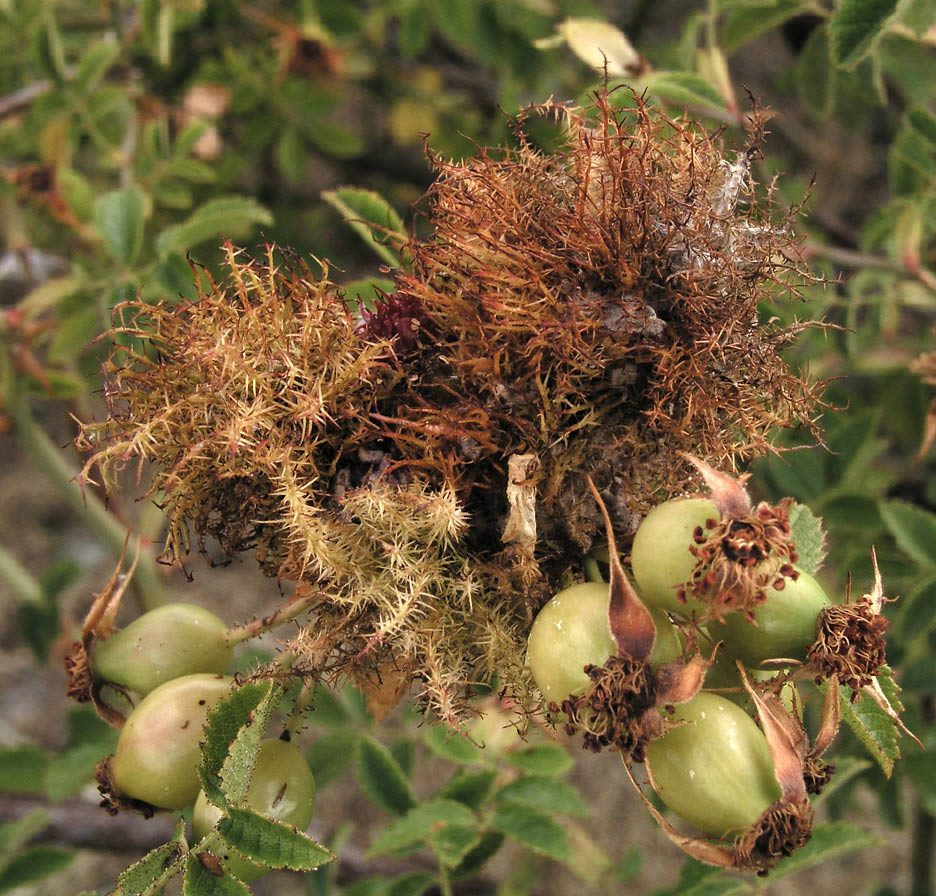
Galla indotta da Diplolepis rosae
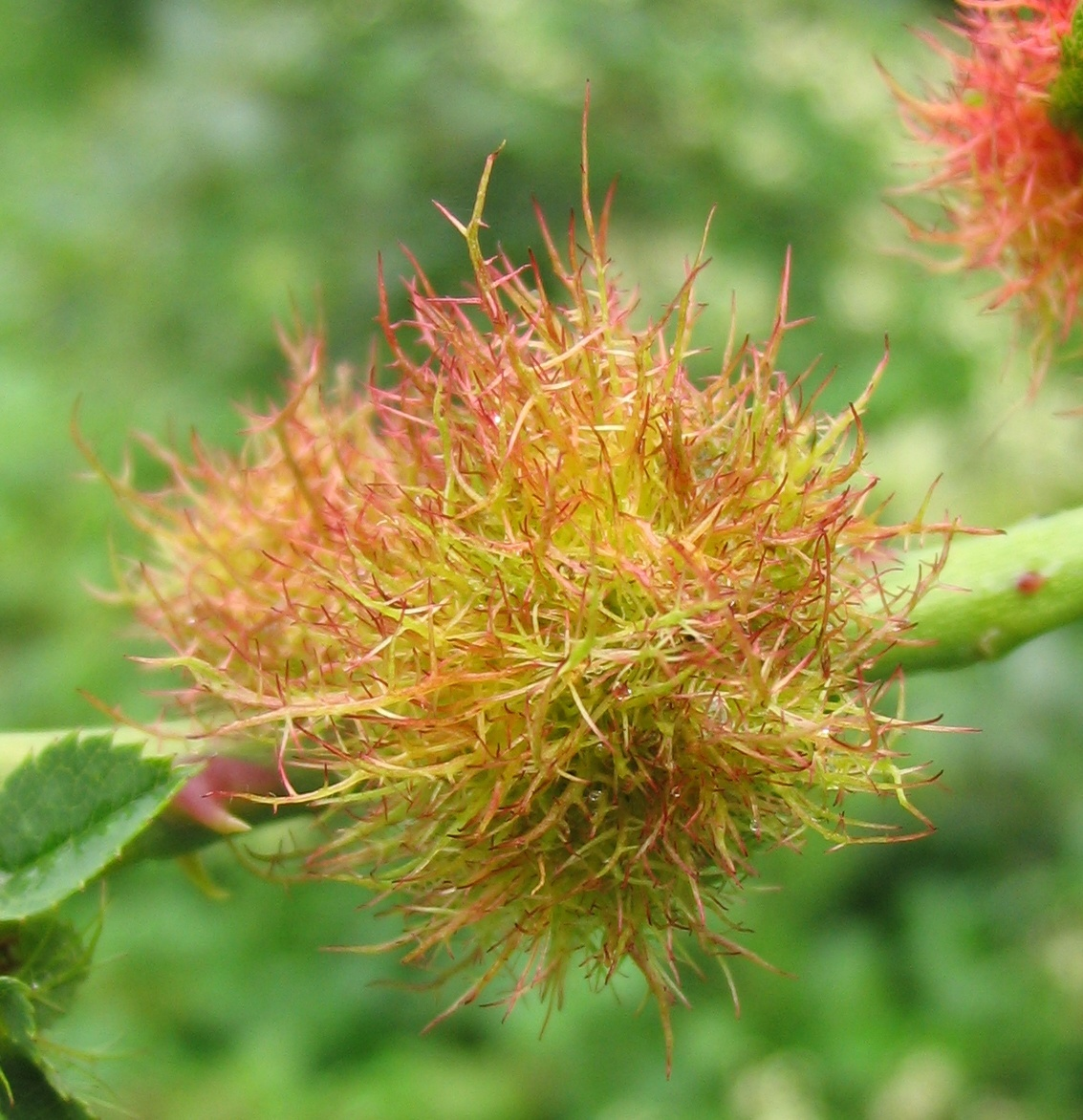
Galla su una rosa, indotta da Diplolepis rosae
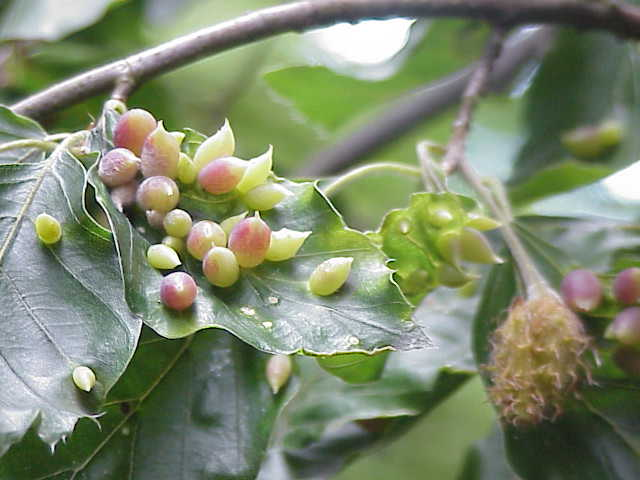
Galle su Fagus sylvatica
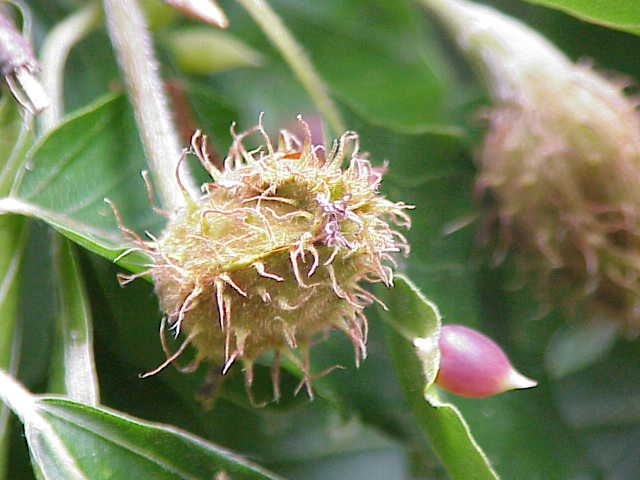
Galla su Fagus sylvatica
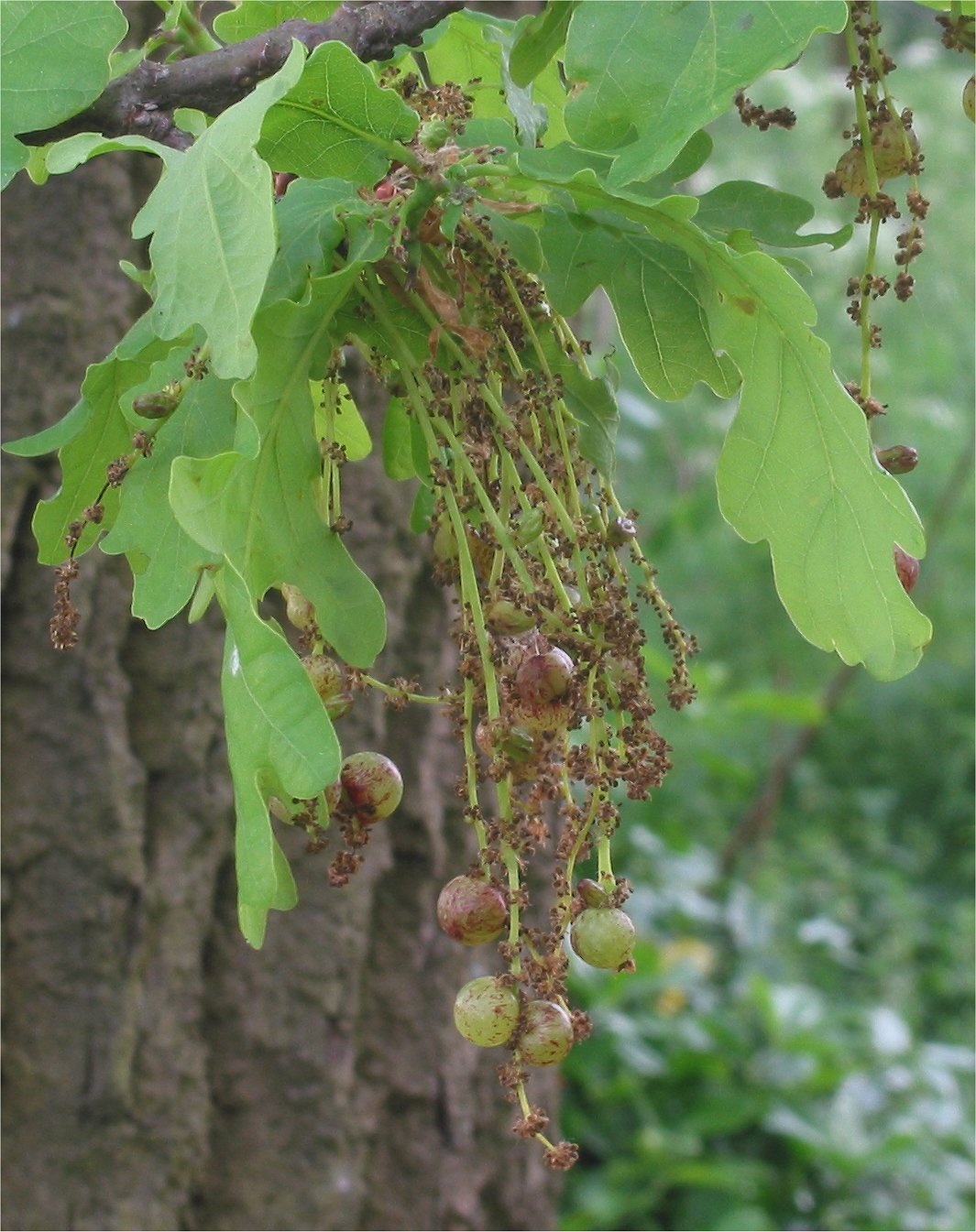
Galla su Quercus robur
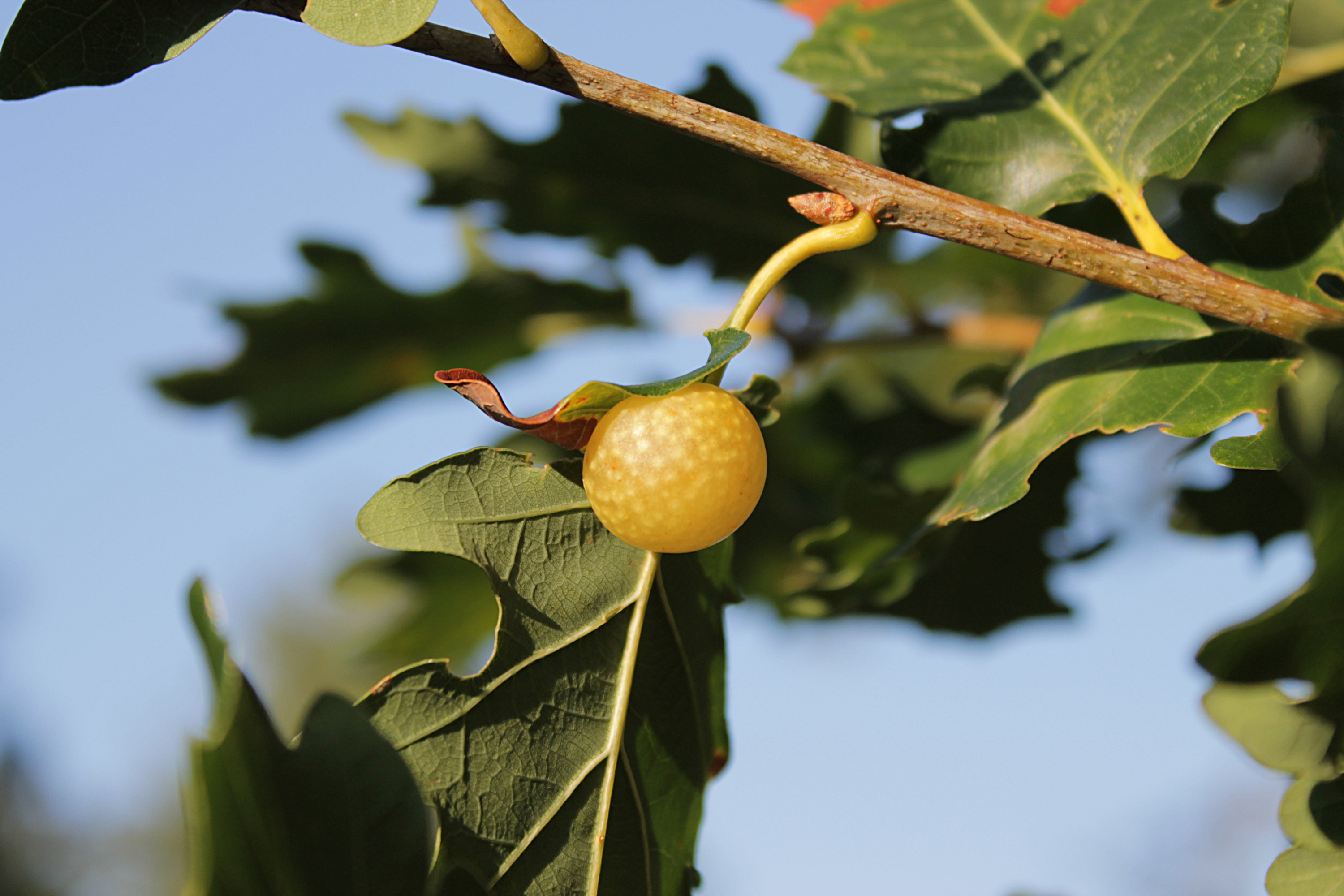
Galla di Cynips quercusfolii
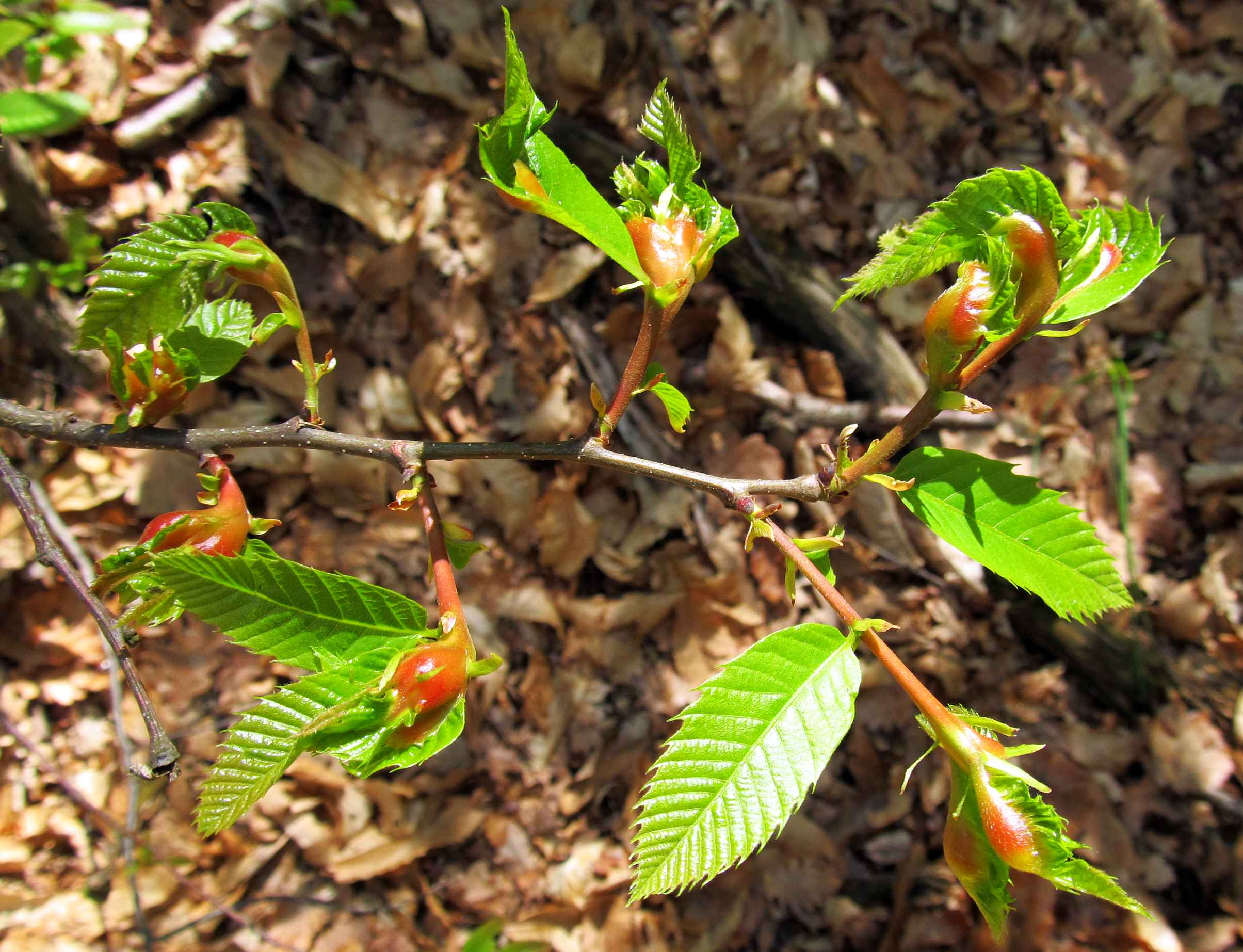
Galle di Dryocosmus kuriphilus su Castanea sativa
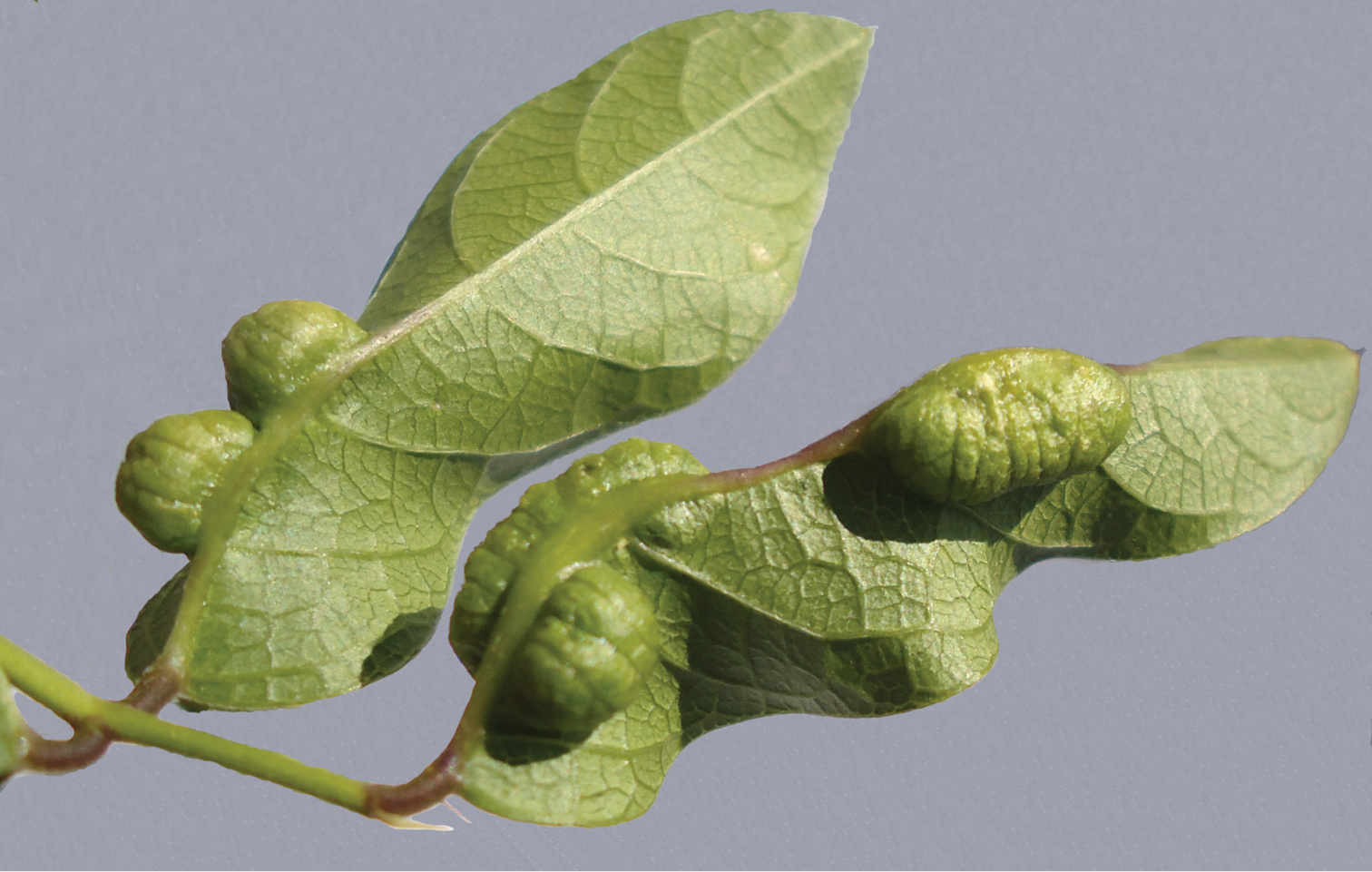
Galle di Japanagromyza inferna su Centrosema virginianum